# Normalnie szok!
Normalnie szok! – pierwsza płyta dziecięcego zespołu Dzieci z Brodą. Wydany w marcu 2002 przez Fundację Godne Życie album zarejestrowała czołówka polskich muzyków wraz z dziećmi. Materiał został zarejestrowany na potrzeby telewizyjnego programu Ziarno, gdzie często był emitowany.

## Lista utworów oraz wykonawcy
- Joszko Broda – fujarki, piszczałki, listek, okaryna, drumla, klarnet, zurna, śpiew, aranżacja i produkcja muzyczna
- Piotr Żyżelewicz – perkusja, instrumenty perkusyjne
- Debora Broda – muzyka i teksty
- śpiewają:
  - Paulinka, Noemi, Ania, Piotrek Biegaj
  - Marek, Weronika, Jaś, Karolina, Paulina Błaszczak
  - Tymek, Tomek, Filip Bojarscy
  - Jasio Broda
  - Ludwika, Weronika, Filip Celejewscy
  - Noemi, Kamilka, Annamaria Górne
  - Ela i Piotrek Kamińscy
  - Gosia, Asia, Piotrek, Łukasz, Ania Kosińscy
  - Karolina Łyczak
  - Jasio i Daniel Pluta
  - Jasio, Marysia, Weronika Puszyk
  - Cecylia Sadurska
  - Dawid Topolan
  - Kuba Wydra
  - Zosia Żyżelewicz

| 1.  | Stworzenie | 4:19  |
|     | - Marcin Majerczyk – gitary - Karim Martusewicz – kontrabas - Thomas Sanchez – instrumenty perkusyjne - Michał Czyżewski – skrzypce - Marek Fedor – akordeon                                                                                      |       |
| 2.  | Owieczki | 3:40  |
|     | - Kayah – śpiew - Janusz Yanina Iwański – gitary - Marcin Pospieszalski – kontrabas - Zbigniew Michałek – kontrabas góralski - Grzegorz Juroszek – altówka siedmiogrodzka                                                                         |       |
| 3.  | Nowy dzień | 3:26  |
|     | - Marcin Majerczyk – gitary - Lubka Tumova – cymbały węgierskie |       |
| 4.  | Niebo | 4:24  |
|     | - Marcin Majerczyk – gitary - Piotr Plecha – bas - Thomas Sanchez – instrumenty perkusyjne - Michał Jelonek – skrzypce - Marek Fedor – akordeon                                                                                                   |       |
| 5.  | Granie i śpiewanie | 3:14  |
|     | - Janusz Yanina Iwański – gitary - Marcin Pospieszalski – bas, instrumenty klawiszowe - Zbigniew Michałek – kontrabas góralski - Grzegorz Juroszek – altówka siedmiogrodzka                                                                       |       |
| 6.  | Normalnie szok! | 3:56  |
|     | - Marcin Majerczyk – gitary - Zbigniew Michałek – kontrabas góralski - Michał Czyżewski – skrzypce - Lubka Tumova – cymbały węgierskie - Sebastian Soldrzyński – trąbka                                                                           |       |
| 7.  | Mama | 3:24  |
|     | - Marcin Majerczyk – gitary - Karim Martusewicz – kontrabas - Thomas Sanchez – instrumenty perkusyjne - Michał Czyżewski – skrzypce - Jasiek Bojarski – charango                                                                                  |       |
| 8.  | Hosanna | 4:15  |
|     | - Marcin Majerczyk – gitary - Piotr Plecha – bas - Thomas Sanchez – instrumenty perkusyjne |       |
| 9.  | Anioł Stróż | 3:41  |
|     | - Marcin Majerczyk – gitary - Karim Martusewicz – kontrabas - Thomas Sanchez – instrumenty perkusyjne - Michał Czyżewski – skrzypce - Marek Fedor – akordeon                                                                                      |       |
| 10. | Śmierci nie ma | 4:19  |
|     | - Marcin Majerczyk – gitary - Piotr Plecha – bas - Karim Martusewicz – piła grająca - Thomas Sanchez – instrumenty perkusyjne - Michał Czyżewski – skrzypce - Marek Fedor – akordeon - Sebastian Soldrzyński – trąbka                             |       |
| 11. | Co uczyniłeś | 3:42  |
|     | - Antonina Krzysztoń – śpiew - Marcin Majerczyk – gitary - Zbigniew Michałek – kontrabas góralski - Grzegorz Juroszek – altówka siedmiogrodzka - Michał Czyżewski – skrzypce - Lubka Tumova – cymbały węgierskie - Sebastian Soldrzyński – trąbka |       |
| 12. | Kto pomoże? | 3:44  |
|     | - Darek Malejonek – śpiew, gitara - Tomasz Wójcik - Piotr Plecha – bas, piano fendera, organy wulitzer - Thomas Sanchez – instrumenty perkusyjne                                                                                                  |       |
| 13. | Pełna chata | 3:28  |
|     | - Marcin Majerczyk – gitary - Marcin Murawski – kontrabas - Thomas Sanchez – instrumenty perkusyjne - Michał Jelonek – skrzypce - Marek Fedor – akordeon                                                                                          |       |
| 14. | Arka Noego | 3:02  |
|     | - Marcin Majerczyk – gitary - Karim Martusewicz – kontrabas - Grzegorz Juroszek – altówka siedmiogrodzka - Thomas Sanchez – instrumenty perkusyjne - Michał Czyżewski – skrzypce - Marek Fedor – akordeon, ksylofon                               |       |
| 15. | Owoce | 4:29  |
|     | - Tomasz Wójcik – gitary - Piotr Plecha – bas, piano fendera, organy wulitzer - Thomas Sanchez – instrumenty perkusyjne - Michał Czyżewski – skrzypce                                                                                             |       |
| 16. | Kto jest wolny | 2:40  |
|     | - Marcin Majerczyk – gitary - Andrzej Lewocki – gitara flamenco - Piotr Plecha – bas |       |
|     | | 59:43 |
|     | |       |
- Edward Sosulski (Studio Psalm) – nagranie wszystkich utworów oprócz Owieczki i Granie i śpiewanie
- Adam Celiński (Studio Radioaktywni) – nagranie utworów Owieczki i Granie i śpiewanie
- Michał Przytuła (CCS Studio) – nagranie Kayah
- Andrzej Karp (Izabelin Studio) – mix Owieczki
- Grzegorz Piwkowski – mastering

## Teledyski
| 1. | Stworzenie                       | 4:19  |
|    | - Adam Sikora – realizacja       |       |
| 2. | Niebo                            | 4:20  |
|    | - Grzegorz Sadurski – realizacja |       |
|    |                                  | 08:39 |
|    |                                  |       |